# Pteronotus
Genre
Pteronotus est un genre de chauve-souris de la famille des Mormoopidae. Ce sont des chauve-souris insectivores du Nouveau Monde, appelées aussi Ptéronotes.

## Liste des espèces
Selon ITIS:
- Pteronotus davyi (Gray, 1838) - Ptéronote de Davy dans les petites Antilles
- Pteronotus gymnonotus Natterer, 1843
- Pteronotus macleayii (Gray, 1839)
- Pteronotus parnellii (Gray, 1843)
- Pteronotus personatus (Wagner, 1843)
- Pteronotus quadridens (Gundlach, 1840) - dans les grandes Antilles

Selon MSW:
- sous-genre Pteronotus (Chilonycteris)
  - Pteronotus macleayii
  - Pteronotus quadridens
- sous-genre Pteronotus (Phyllodia)
  - Pteronotus parnellii
  - Pteronotus pristinus
- sous-genre Pteronotus (Pteronotus)
  - Pteronotus davyi
  - Pteronotus gymnonotus
- Pteronotus personatus